# Dominik Koepfer
Dominik Koepfer (* 29. dubna 1994 Furtwangen) je německý profesionální tenista hrající levou rukou. Ve své dosavadní kariéře na okruhu ATP Tour nevyhrál žádný turnaj. Na challengerech ATP a okruhu ITF získal devět titulů ve dvouhře a dva ve čtyřhře.
Na žebříčku ATP byl ve dvouhře nejvýše klasifikován v březnu 2024 na 49. místě a ve čtyřhře v únoru 2022 na 92. místě. Trénují ho Rhyne Williams a Billy Heiser.
V německém daviscupovém týmu debutoval v roce 2020 düsseldorfskou kvalifikací proti Bělorusku, v níž za rozhodnutého stavu vyhrál závěrečnou dvouhru nad Daniilem Ostapenkem. Němci zvítězili 4:1 na zápasy. V daném ročníku si zahrál i finálový turnaj a ve světovém semifinále nestačil na Rusa Andreje Rubljova. Německo prohrálo 1:2 na zápasy. Do září 2024 v soutěži nastoupil k pěti mezistátním utkáním s bilancí 3–2 ve dvouhře a 0–0 ve čtyřhře.
Německo reprezentoval na o rok odložených Letních olympijských hrách 2020 v Tokiu, kde ve třetím kole mužské dvouhry vypadl s pozdějším bronzovým medailistou Pablem Carreñem Bustou ze Španělska. 
Na Tulanově univerzitě v louisianském New Orleans hrál univerzitní tenis za tým Green Wave.

## Tenisová kariéra
V rámci hlavních soutěží událostí okruhu ITF debutoval v srpnu 2012, když na turnaji v Überlingenu zasáhl s krajanem Fabianem Heinrichem do čtyřhry. Ve čtvrtfinále podlehli německému páru Pascal Meis a Yannick Zürn. Premiérový titul na challengerech si odvezl ze zářijového Columbus Challenger 2017, kde ve finále čtyřhry s Denisem Kudlou porazili britsko-irskou dvojici Luke Bambridge a David O'Hare. Singlovou trofej přidal na červnovém challengeru Ilkley Trophy 2019 po finálovém vítězství nad Rakušanem Dennisem Novakem až v tiebreaku rozhodující sady.
Ve dvouhře okruhu ATP Tour debutoval na letním Winston-Salem Open 2017. Do hlavní soutěže postoupil jako šťastný poražený z kvalifikace. Na úvod dvouhry však uhrál jen tři gemy na Argentince Horacia Zeballose. Premiérový kariérní vyhraný zápas v této úrovni dosáhl o rok později opět na srpnovém Winston-Salem Open 2018 po vyřazení Američana Tennyse Sandgrena. Poté podlehl Japonci Taru Danielovi, když nezvládl zkrácené hry obou setů.
Debut v hlavní soutěži nejvyšší grandslamové kategorie zaznamenal v mužském singlu Wimbledonu 2019, do něhož obdržel divokou kartu jako šampion challengeru z Ilkley. Z předchozích tři kvalifikací majorů nepostoupil do hlavní soutěže. Ve wimbledonské dvouhře nejdříve přehrál Srba Filipa Krajinoviće, ale poté nestačil na Argentince Diega Schwartzmana. Do premiérového osmifinále se probojoval na US Open 2019, v němž podlehl ruské světové pětce Daniilu Medveděvovi.
Člena první světové desítky poprvé porazil ve druhém kole římského Internazionali BNL d'Italia 2020, když jako kvalifikant přehrál devátého v pořadí Gaëla Monfilse. Po výhře nad Lorenzem Musettim jej v osmifinále zastavil nejvýše nasazený pozdější vítěz Novak Djoković.

## Finále na okruhu ATP Tour

### Čtyřhra: 1 (0–1)
| Legenda                   |
| ------------------------- |
| Grand Slam (0)            |
| Turnaj mistrů (0)         |
| ATP Tour Masters 1000 (0) |
| ATP Tour 500 (0)          |
| ATP Tour 250 (0–1)        |

| Stav      | č. | datum         | turnaj            | povrch | spoluhráč     | soupeři ve finále                        | výsledek |
| --------- | -- | ------------- | ----------------- | ------ | ------------- | ---------------------------------------- | -------- |
| Finalista | 1. | 5. srpna 2023 | Los Cabos, Mexiko | tvrdý  | Andrew Harris | Santiago González Édouard Roger-Vasselin | 4–6, 5–7 |

## Finále na challengerech ATP a okruhu Futures
| Legenda                    |
| -------------------------- |
| Challengery (5–6 D; 1–0 Č) |
| Futures (4–1 D; 1–3 Č)     |

### Dvouhra: 16 (9–7)
| Stav      | č. | datum         | turnaj                       | povrch    | soupeř ve finále       | výsledek           |
| --------- | -- | ------------- | ---------------------------- | --------- | ---------------------- | ------------------ |
| Vítěz     | 1. | říjen 2016    | Harlingen, Spojené státy     | tvrdý     | Luke Bambridge         | 6–4, 6–4           |
| Finalista | 1. | leden 2017    | Weston, Spojené státy        | antuka    | Hugo Dellien           | 2–6, 5–7           |
| Vítěz     | 2. | únor 2017     | Orlando, Spojené státy       | antuka    | Tommy Paul             | 4–6, 6–3, 7–5      |
| Vítěz     | 3. | červenec 2017 | Champaign, Spojené státy     | tvrdý     | Jose Statham           | 6–7(7–5), 6–2, 7–5 |
| Finalista | 1. | únor 2018     | San Francisco, Spojené státy | tvrdý (h) | Jason Jung             | 4–6, 6–2, 6–7(5–7) |
| Vítěz     | 4. | březen 2018   | Sherbrooke, Kanada           | tvrdý (h) | Michael Redlicki       | 6–7(3–7), 7–5, 6–2 |
| Vítěz     | 1. | červen 2018   | Ilkley, Spojené království   | tráva     | Dennis Novak           | 6–3, 3–6, 7–6(7–5) |
| Finalista | 2. | srpen 2019    | Aptos, Spojené státy         | tvrdý     | Steve Johnson          | 4–6, 6–7(4–7)      |
| Finalista | 3. | září 2022     | Cary, Spojené státy          | tvrdý     | Michael Mmoh           | 5–7, 3–6           |
| Vítěz     | 2. | listopad 2022 | Calgary, Kanada              | tvrdý (h) | Aleksandar Vukic       | 6–2, 6–4           |
| Vítěz     | 3. | duben 2023    | Ciudad de México, Mexiko     | antuka    | Thiago Agustín Tirante | 2–6, 6–4, 6–2      |
| Finalista | 4. | duben 2023    | San Luis Potosí, Mexiko      | antuka    | Tomás Barrios Vera     | 6–7(6–8), 5–7      |
| Finalista | 5. | květen 2023   | Praha, Česko                 | antuka    | Jakub Menšík           | 4–6, 3–6           |
| Vítěz     | 4. | květen 2023   | Turín, Itálie                | antuka    | Federico Gaio          | 6–7(5–7), 6–2, 6–0 |
| Finalista | 6. | listopad 2023 | Calgary, Kanada              | tvrdý (h) | Liam Draxl             | 4–6, 3–6           |
| Vítěz     | 5. | leden 2024    | Canberra, Austrálie          | tvrdý     | Jakub Menšík           | 6–3, 6–2           |

### Čtyřhra (2 tituly)
| č. | datum      | turnaj                   | povrch    | spoluhráč     | poražení finalisté          | výsledek           |
| -- | ---------- | ------------------------ | --------- | ------------- | --------------------------- | ------------------ |
| 1. | srpen 2016 | Champaign, Spojené státy | tvrdý     | Jared Hiltzik | Tim Kopinski Alex Lawson    | 3–6, 6–3, [11–9]   |
| 1. | září 2017  | Columbus, Spojené státy  | tvrdý (h) | Denis Kudla   | Luke Bambridge David O'Hare | 7–6(8–6), 7–6(7–3) |